# Tratado Lyons-Seward
O Tratado entre os Estados Unidos e a Grã-Bretanha para a Supressão do Tráfico de Escravos, também conhecido como Tratado Lyons-Seward, foi um tratado entre os Estados Unidos e o Reino Unido como uma medida agressiva para acabar com o tráfico de escravos no Atlântico. Foi negociado pelo Secretário de Estado dos EUA William H. Seward e pelo Embaixador Britânico nos EUA Richard Lyons, 1º Visconde Lyons. O tratado foi concluído em Washington, em 7 de abril de 1862, e foi ratificado unanimemente pelo Senado dos EUA em 25 de abril de 1862. As ratificações foram trocadas em Londres, em 25 de maio de 1862.

## História
Após abolir o tráfico de escravos em seu império em 1807 e conquistar uma vitória decisiva nas Guerras Napoleônicas em 1815, o Reino Unido criou "Tribunais de Comissão Mista" com várias outras nações europeias e os Estados Unidos no início e meados do século XIX. Compostos por juízes de cada uma das nações cooperantes, esses tribunais foram projetados para julgar alegações de tráfico ilegal de escravos e condenar navios negreiros. Embora os Estados Unidos tivessem abolido seu próprio tráfico internacional de escravos em 1808, inicialmente declinou as propostas para participar de tribunais mistos como parte de seus acordos de tratado com o Reino Unido.
Durante a Guerra Civil Americana, no entanto, o governo Lincoln estava ansioso para evitar a perspectiva do Reino Unido apoiar os Estados Confederados da América no interesse de reabrir o comércio transatlântico de algodão. Como parte dos acordos que finalmente preservaram a paz com o Reino Unido, o governo entrou (e o Senado dos Estados Unidos ratificou unanimemente) no Tratado Lyons–Seward em 1862. O propósito principal do tratado era suprimir o tráfico de escravos em portos e águas britânicas e americanas.
O tratado estabeleceu medidas agressivas para acabar com o tráfico de escravos no Atlântico, incluindo um acordo de que os respectivos países usariam suas marinhas para apreender navios mercantes carregando africanos capturados, incluindo qualquer embarcação que apresentasse indícios de ser um navio de tráfico de escravos, como escotilhas gradeadas em vez de escotilhas fechadas, suprimentos de comida e água muito superiores às necessidades de uma tripulação normal, e algemas ou correntes. Concedeu ao Reino Unido o direito de busca em extensão limitada em águas africanas e cubanas, mas garantiu uma concessão similar para navios de guerra americanos do governo britânico.
O tratado não teve influência direta na questão da escravidão nos próprios Estados Unidos, uma questão importante na guerra civil em andamento.

## Tribunais mistos de tráfico de escravos
Os tribunais mistos de tráfico de escravos foram tribunais combinados do Reino Unido e dos Estados Unidos estabelecidos sob o tratado com o propósito de suprimir o tráfico de escravos. O tratado criou três tribunais mistos para serem compostos por um número igual de juízes britânicos e americanos com o propósito de julgar casos decorrentes de suas disposições. Os tribunais seriam realizados em Nova Iorque, Serra Leoa, e no Cabo da Boa Esperança (os dois últimos locais então estando sob o controle do Império Britânico). Não haveria apelação dos tribunais. Em casos em que o juiz britânico e o americano discordassem sobre uma questão significativa, os regulamentos anexos ao tratado estabeleceram um sistema incomum de desempate, pelo qual ambas as nações nomeavam um 'adjudicador', um dos quais era selecionado pelo sorteio de lotes. O adjudicador selecionado então consultava com os dois juízes e votava no caso, com a sentença ou decisão final refletindo a posição majoritária sobre cada questão.
O transporte ilegal de escravos da África para a América diminuiu nos anos seguintes à proclamação do tratado. A eventual abolição da escravidão nos Estados Unidos tornou a futura importação ilegal de escravos em grande escala altamente improvável. Como resultado, embora os juízes permanecessem no cargo e recebessem salário até os tribunais serem abolidos em 1870, eles nunca julgaram um caso.

## Atribuição
Este artigo contém conteúdo copiado do Federal Judicial Center, uma fonte de domínio público.